# Un si joli village
Pour plus de détails, voir Fiche technique et Distribution.
Un si joli village est un film français réalisé par Étienne Périer qui a été tourné en 1978 et sorti en 1979.

## Synopsis
Stéphane Bertin est le propriétaire de la tannerie qui fait vivre le village. Marié à une femme distante, il est aussi l'amant de l'institutrice. On apprend un jour que sa femme a disparu. 
Un méticuleux juge d'instruction est chargé d'instruire l'affaire.

## Fiche technique
- Titre : Un si joli village
- Réalisation : Étienne Périer
- Scénario et dialogues : André-Georges Brunelin et Étienne Périer d'après le roman Le Moindre Mal de Jean Laborde
- Photographie : Jean Charvein
- Musique : Paul Misraki
- Montage : Renée Lichtig
- Son : Michel Desrois
- Genre : Film dramatique, Film policier
- Pays d'origine :  France
- Langue : français
- Durée : 110 min
- Format : Couleur - Mono
- Date : 28 février 1979 ( France)

## Distribution
- Jean Carmet : le juge Fernand Noblet
- Victor Lanoux : Stéphane Bertin
- Valérie Mairesse : Muriel Olivier, institutrice et maîtresse de Bertin
- Michel Robin : Gaspard, le braconnier
- Gérard Jugnot : Fréval, le patron de l'hôtel
- Francis Lemaire : Me Demaison, l'avocat de Bertin
- Alain Doutey : Debray, responsable administratif de la tannerie
- Gérard Caillaud : Larsac, acheteur potentiel de la tannerie
- Jacques Richard : Maurois, le délégué syndical
- Anne Bellec : Nelly, la belle-sœur de Stéphane
- Jacques Canselier : Javel, le greffier du juge Noblet
- Jacques Chailleux: Riffaud, un ouvrier
- Mado Maurin : Élodie, servante chez Bertin
- Lionel Vitrant : Delteil, un gendarme
- Bernard-Pierre Donnadieu : Arnoux, le garagiste
- Mathé Souverbie : Vanille
- Christian de Tillière : le procureur
- Jean Vigny : le curé Borie
- Raymond Loyer : Girodot, le doyen des juges
- Roland Amstutz : Varan, le député
- Jean Dautremay : Bonafon
- Bernard Dumaine : Alban
- Claude Richard : Blanchard
- Maurice Vallier : le médecin
- Étienne Périer : le mari de Nelly (non crédité)

## Tournage
Le générique remercie les communes d'Angoulême et du Vigan-en-Quercy. Les véhicules du film sont immatriculés en Charente.
Les scènes se déroulant à la tannerie furent tournées dans la tannerie du village de Sireuil. Cette entreprise ferma en 1981, créant la situation que les protagonistes du film souhaitent éviter par tous les moyens[réf. souhaitée].